# Karhu (entreprise)
Karhu est un équipementier sportif finlandais fondé en 1916.

## Histoire

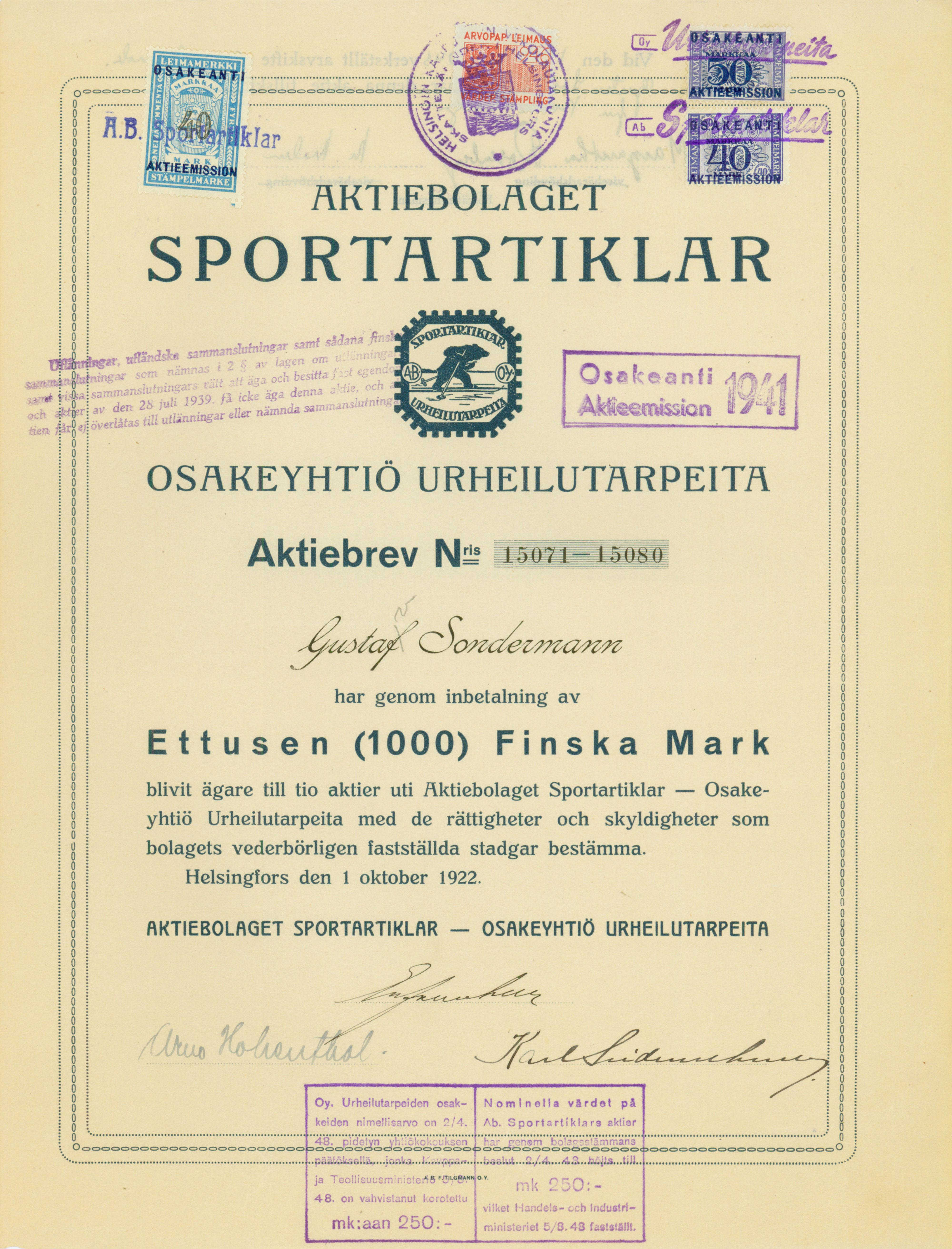
Action de l'AB Sportartiklar Oy en date du 1 octobre 1922

L'entreprise est fondée en 1916 en Finlande par la compagnie AB Sportartiklar Oy et utilise un ours comme logo. En 1920, AB Sportartiklar Oy se renomme Karhu qui signifie ours en finnois. Karhu produit principalement des disques et des javelots avant de produire des chaussures de courses et des pointes.
La marque s'est illustrée aux Jeux olympiques d'été de 1920 où elle a entre autres équipé les Finlandais volants. Paavo Nurmi a remporté cinq médailles aux Jeux olympiques d'été de 1924 avec des pointes Karhu.
En 1930, Karhu étend sa production au ski de fond et au saut à ski. Elle a équipé l'armée finlandaise en camouflage, skis et tentes durant la Guerre de Continuation et la Seconde Guerre mondiale.
Karhu vend le logo aux trois bandes à Adidas en 1951 pour 1 600 euros et deux bouteilles de whiskey. 
Karhu remporte 15 médailles lors des Jeux olympiques d'été de 1952 dont trois par Emil Zátopek.
À partir de 1960, Karhu utilise le logo M.